# 10 giorni senza mamma
10 giorni senza mamma è un film del 2019 diretto da Alessandro Genovesi. È un remake del film argentino Mamá se fue de viaje del 2017, che ha ispirato anche un remake francese nel 2020.

## Trama
Carlo Rovelli è il responsabile delle risorse umane di una catena di supermercati, la Family Market.
Il suo impegno lavorativo,  da anni, lo tiene lontano dalla famiglia per molte ore della giornata. I fine settimana mettono in luce le distanze tra la vita lavorativa di Carlo e i tanti problemi del nido familiare, determinando incomunicabilità, incomprensioni e attriti con la moglie Giulia, ex avvocatessa costretta a fare la casalinga e i suoi tre figli in età scolare.
L'ennesimo diverbio con la moglie fa scattare una inaspettata reazione: Giulia annuncia di volere accompagnare la sorella in una vacanza relax a Cuba, lasciando l'intera gestione familiare nelle mani del marito. Carlo accetta la sfida, malgrado la fisiologica crisi adolescenziale della figlia maggiore Camilla, l'esuberanza giocosa del secondo figlio Tito, le difficoltà del linguaggio incomprensibile della piccola Bianca, alle prese con le prime prove di scrittura e disegno direttamente sui muri di casa.
La moglie Giulia rassicura Carlo, consegnandogli prima della partenza una rassegna di appuntamenti di dieci giorni, con tutti gli orari e le dritte per affrontare le difficoltà giornaliere.
Nel frattempo, Carlo deve affrontare nuovi ingressi aziendali, a causa di una ristrutturazione interna dei reparti: il presidente della Family Market gli affianca nel suo lavoro un collaboratore esterno con l'intento di aumentare la competitività fra dipendenti. L'uomo, concorrente di Carlo, appare agli occhi del presidente molto capace, per via delle iniziative personali nel gestire i problemi aziendali, come il furto di prodotti da parte di una dipendente, punita con il licenziamento su idea dello stesso Carlo in seguito a una sfida contro il diretto concorrente a chi propone la punizione più severa.
Carlo deve però dividere il suo tempo tra lavoro e attività familiari di routine. Deve accompagnare la piccola Bianca all'asilo nido, ma scopre di essere costretto a rimanere con la bimba, perché nella fase di inserimento è prevista la presenza del genitore. Al contempo, Carlo cerca di seguire i numerosi gruppi WhatsApp di mamme a cui Giulia lo ha inserito prima di partire: la lettura dei messaggi lo distrae a tal punto da investire la tata di fiducia Dolores, perdendo una preziosa figura nell'equilibrio familiare.
Anche il figlio Tito ha le sue esigenze: un giorno alla settimana ospita a casa un compagno di scuola e di sport. Caduto in un tranello dei due ragazzini, Carlo perde due incisivi mediali e scopre che il figlio si era portato a casa un altro amico (Ascanio) al posto di Giorgio, lasciato solo al campetto.
La moglie, sempre in contatto con la famiglia, ingaggia a distanza una nuova baby sitter, Lucia. Intanto Camilla, di 13 anni, ha continui sbalzi d'umore ed è invaghita del compagno Marco.
Carlo scopre che Lucia è la stessa donna licenziata precedentemente dal Family Market per iniziativa dello stesso Carlo, ma siccome la donna è molto amata dai tre bambini, Carlo le nasconde la verità e finge di essere un avvocato. Lucia gli chiede di aiutarla a fare causa al Family Market e Carlo la inganna dicendo che può reintegrarla. Tuttavia, la donna scopre la verità e, infuriata, si licenzia.
Carlo impara a conoscere meglio i suoi tre figli. La prova decisiva è il family day aziendale, voluto dal suo presidente, per mettere alla prova l'affiatamento dei dipendenti con i propri congiunti. Tuttavia, Camilla e Tito, pur avendo accettato la loro partecipazione alla competizione, confabulano una sorta di rivincita contro il padre, convinti che abbia una relazione con Lucia. Dopo avere appositamente perso nelle competizioni previste, i due figli fanno entrare il padre in uno zorb, la sfera di plastica trasparente chiusa neozelandese e lo spingono rovinosamente sui dipendenti e sulla villa del presidente – anche lui investito dalla sfera – sede del Family. In seguito, seminano il panico sparando fuochi d'artificio.
Chiarito l'equivoco relativo a Lucia, Carlo sente riconquistata la fiducia dei figli e chiede perdono alla donna, che scopre essere madre di un ragazzino. Il giorno dell'annuncio dell'incarico al rivale collaboratore come neoresponsabile delle risorse umane, Carlo porta con sé la figlia Bianca, rifiuta l'incarico di vice-responsabile e si fa licenziare.
Al ritorno, Giulia, sorpresa dall'efficienza della vita familiare, comunica alla famiglia l'intenzione di riprendere la professione di avvocato, di fatto affidando al marito il ruolo di casalingo a tempo pieno.

## Distribuzione
Il film è uscito nelle sale cinematografiche italiane il 7 febbraio 2019.

## Riconoscimenti
- 2019 - Nastro d'argento
  - Nomination Migliore attore in un film commedia a Fabio De Luigi
- 2019 - Hamburg Film Festival
  - Nomination Premio del Pubblico a Alessandro Genovesi

## Accoglienza

### Incassi
Rimasto per oltre tre settimane il primo film in Italia al box office, è al 19º posto nella classifica degli incassi italiani con 7 478 543 euro.

## Sequel
Il film ha avuto un sequel: 10 giorni con Babbo Natale, la cui uscita era prevista inizialmente per il 16 dicembre 2020 al cinema, successivamente lanciato su Prime Video il 4 dicembre 2020 a causa della chiusura dei cinema italiani causata dalla pandemia da COVID-19. Il 23 gennaio 2025 è uscito nei cinema un secondo sequel, intitolato 10 giorni con i suoi.